# Anitamaria himalaica
Anitamaria himalaica là một loài bọ cánh cứng trong họ Cryptophagidae. Loài này được Lyubarsky miêu tả khoa học năm 1998.